# Alan Gordon Cunningham
Pour les articles homonymes, voir Cunningham.
Le général Alan Gordon Cunningham, né le 1er mai 1887 à Dublin et mort le 30 janvier 1983 à Royal Tunbridge Wells, est un officier de l'armée britannique qui se distingua par ses victoires sur les forces italiennes dans la campagne de l'Afrique de l'Est durant la Seconde Guerre mondiale et est également connu en tant que dernier Haut Commissaire britannique en Palestine. Il était le jeune frère du célèbre amiral Andrew Browne Cunningham, 1er vicomte Cunningham de Hundhope.

## Biographie
Cunningham naît à Dublin en Irlande. Il fait des études au Cheltenham College et à l'Académie royale militaire avant de prendre du service dans l'armée en 1906. Pendant la Première Guerre mondiale, il sert dans la Royal Artillery et reçoit la Military Cross en 1915 et le DSO en 1918.
En 1937, Cunningham est nommé commandant de la 1re division de la Royal Artillery et reçoit ensuite le commandement de la 5e division anti-aérienne.
Au début de la Seconde Guerre mondiale, Cunningham prend le commandement des troupes britanniques en Afrique de l'Est et est promu lieutenant-général. Il mène la campagne de Somalie et prend Addis-Abeba aux Italiens le 6 avril 1941. Le 20 mai suivant, il reçoit avec le général William Platt la reddition de l'armée italienne menée par Amadeo di Savoia.
À la suite de ses succès, il reçoit le commandement de la 8e armée d'Afrique du Nord en août 1941. À la suite d'un désaccord avec ses supérieurs, il est relevé de son commandement quelques mois plus tard lors de l'opération Crusader et retourne en Grande-Bretagne en tant qu'instructeur dans une école d'officiers. Il sert également en Irlande du Nord. Il est fait chevalier en 1941.
Après la Seconde Guerre mondiale, il est promu général en 1945 et est nommé Haut Commissaire britannique en Palestine en 1945 où il servira jusqu'à l'expiration du mandat britannique en 1948. Il sert ensuite en tant que commandant de la Royal Artillery jusqu'en 1954.
Alan Cunningham meurt à Royal Tunbridge Wells, dans le Kent à l'âge de 95 ans.